# Trophis mexicana
Trophis mexicana är en mullbärsväxtart som först beskrevs av Frederik Michael Liebmann, och fick sitt nu gällande namn av Bur.. Trophis mexicana ingår i släktet Trophis och familjen mullbärsväxter. Inga underarter finns listade i Catalogue of Life.